# Halowe Mistrzostwa Świata w Lekkoatletyce 2018 – bieg na 1500 m mężczyzn
Bieg na 1500 metrów mężczyzn – jedna z konkurencji biegowych rozgrywanych podczas halowych lekkoatletycznych mistrzostw świata w Arena Birmingham w Birmingham.
Tytułu mistrzowskiego nie bronił Amerykanin Matthew Centrowitz, a zdobył go Samuel Tefera.

## Terminarz
| Data    | Godzina |            |
| ------- | ------- | ---------- |
| 3 marca | 11:10   | Eliminacje |
| 4 marca | 16:12   | Finał      |

## Wyniki
| WR – rekord świata \| CR – rekord mistrzostw świata \| NR – rekord kraju \| AR – rekord kontynentu \| WL – najlepszy wynik na listach światowych w sezonie 2018 \| SB – najlepszy wynik w sezonie \| PB – rekord życiowy |

### Eliminacje
Awans: Dwóch najlepszych z każdego biegu (Q) oraz trzech z najlepszymi czasami wśród przegranych (q).
Źródło: IAAF.
| Pozycja | Bieg | Zawodnik               | Reprezentacja      | Czas    | Uwagi |
| ------- | ---- | ---------------------- | ------------------ | ------- | ----- |
| 1.      | 1    | Abdalaati Iguider      | Maroko             | 3:40,13 | Q     |
| 2.      | 1    | Aman Wote              | Etiopia            | 3:40,20 | Q     |
| 3.      | 1    | Ben Blankenship        | Stany Zjednoczone  | 3:40,23 | q     |
| 4.      | 1    | Marcin Lewandowski     | Polska             | 3:40,78 | q     |
| 5.      | 1    | Chris O’Hare           | Wielka Brytania    | 3:42,46 | q     |
| 6.      | 2    | Samuel Tefera          | Etiopia            | 3:44,00 | Q     |
| 7.      | 2    | Vincent Kibet          | Kenia              | 3:44,26 | Q     |
| 8.      | 2    | Ryan Gregson           | Australia          | 3:44,44 |       |
| 9.      | 2    | Marc Alcalá            | Hiszpania          | 3:45,49 |       |
| 10.     | 2    | Jakub Holuša           | Czechy             | 3:45,84 |       |
| 11.     | 2    | Kalle Berglund         | Szwecja            | 3:46,61 |       |
| 12.     | 3    | Jake Wightman          | Wielka Brytania    | 3:47,23 | Q     |
| 13.     | 3    | Craig Engels           | Stany Zjednoczone  | 3:47,55 | Q     |
| 14.     | 3    | Brahim Kaazouzi        | Maroko             | 3:47,65 |       |
| 15.     | 2    | Musa Hajdari           | Kosowo             | 3:47,68 | NR    |
| 16.     | 2    | Harvey Dixon           | Gibraltar          | 3:49,89 | NR    |
| 17.     | 1    | Dario Iwanowski        | Macedonia Północna | 3:51,83 | PB    |
| 18.     | 1    | Dey Tuach Dey          | Sudan Południowy   | 3:56,10 | NR    |
| 19.     | 3    | Mikhail Soloshenko     | Kirgistan          | 4:05,52 |       |
| 20 !    | 1    | Mohamed Ismail Mohamed | Somalia            | DNF     |       |
| 21 !    | 3    | Benjamín Enzema        | Gwinea Równikowa   | DSQ     |       |
| 22 !    | 3    | Oddom Sat              | Kambodża           | DSQ     |       |
| 23 !    | 3    | Ayanleh Souleiman      | Dżibuti            | DNS     |       |
| 24 !    | 3    | Sadik Mikhou           | Bahrajn            | DNS     |       |

### Finał
Źródło: IAAF.
| Pozycja | Zawodnik           | Reprezentacja     | Czas    | Uwagi |
| ------- | ------------------ | ----------------- | ------- | ----- |
| 01 !    | Samuel Tefera      | Etiopia           | 3:58,19 |       |
| 02 !    | Marcin Lewandowski | Polska            | 3:58,39 |       |
| 03 !    | Abdalaati Iguider  | Maroko            | 3:58,43 |       |
| 4.      | Aman Wote          | Etiopia           | 3:58,64 |       |
| 5.      | Ben Blankenship    | Stany Zjednoczone | 3:58,89 |       |
| 6.      | Jake Wightman      | Wielka Brytania   | 3:58,91 |       |
| 7.      | Craig Engels       | Stany Zjednoczone | 3:58,92 |       |
| 8.      | Chris O’Hare       | Wielka Brytania   | 4:00,65 |       |
| 9.      | Vincent Kibet      | Kenia             | 4:02,32 |       |